# Svídnice (ort i Tjeckien, Pardubice)
Svídnice är en ort i Tjeckien.   Den ligger i regionen Pardubice, i den centrala delen av landet, 100 km öster om huvudstaden Prag. Svídnice ligger 294 meter över havet och antalet invånare är 396.
Terrängen runt Svídnice är platt åt nordost, men åt sydväst är den kuperad. Runt Svídnice är det ganska tätbefolkat, med 72 invånare per kvadratkilometer. Närmaste större samhälle är Pardubice, 17,0 km norr om Svídnice. Omgivningarna runt Svídnice är en mosaik av jordbruksmark och naturlig växtlighet.